# Harcy
Harcy è un comune francese di 510 abitanti situato nel dipartimento delle Ardenne nella regione del Grand Est.

## Simboli
Lo stemma è stato adottato il  30 novembre 2000. Il leone è ripreso dal blasone della famiglia de Salse (d'azzurro, al leone coronato d'oro), proprietaria del castello di Harcy fino alla Rivoluzione francese; il pastorale fa riferimento all'abbazia di San Nicasio a cui fu assegnato il territorio nel XII secolo; le foglie simboleggiano la foresta di querce, il capo merlato ricorda il profilo del vecchio castello.

## Società

### Evoluzione demografica
Abitanti censiti